# فرانز بيرغر
فرانز بيرغر (بالألمانية: Franz Berger)‏ هو مصارع هاوي نمساوي، ولد في 24 يناير 1940 في فالس-زيتسنهايم في النمسا، وتوفي في 8 يناير 2012.

## وصلات خارجية
- فرانز بيرغر على موقع قاعدة بيانات المصارعة الدولية (الإنجليزية)
- فرانز بيرغر على موقع أوليمبيديا (الإنجليزية)